# Saint-Cyr-sur-Menthon
Saint-Cyr-sur-Menthon és un municipi francès situat al departament de l'Ain i a la regió d'Alvèrnia-Roine-Alps. L'any 2007 tenia 1.544 habitants.

## Demografia

### Població
El 2007 la població de fet de Saint-Cyr-sur-Menthon era de 1.544 persones. Hi havia 596 famílies de les quals 116 eren unipersonals (40 homes vivint sols i 76 dones vivint soles), 208 parelles sense fills, 240 parelles amb fills i 32 famílies monoparentals amb fills.
La població ha evolucionat segons el següent gràfic:
Habitants censats

### Habitatges
El 2007 hi havia 642 habitatges, 595 eren l'habitatge principal de la família, 19 eren segones residències i 28 estaven desocupats. 560 eren cases i 77 eren apartaments. Dels 595 habitatges principals, 438 estaven ocupats pels seus propietaris, 150 estaven llogats i ocupats pels llogaters i 7 estaven cedits a títol gratuït; 1 tenia una cambra, 16 en tenien dues, 84 en tenien tres, 189 en tenien quatre i 305 en tenien cinc o més. 518 habitatges disposaven pel capbaix d'una plaça de pàrquing. A 233 habitatges hi havia un automòbil i a 326 n'hi havia dos o més.

### Piràmide de població
La piràmide de població per edats i sexe el 2009 era:
| Homes | Edats   | Dones |
| ----- | ------- | ----- |
| 0     | 95 o +  | 0     |
| 0     | 90 a 94 | 4     |
| 12    | 85 a 89 | 4     |
| 4     | 80 a 84 | 8     |
| 16    | 75 a 79 | 12    |
| 40    | 70 a 74 | 40    |
| 24    | 65 a 69 | 36    |
| 4     | 60 a 64 | 12    |
| 20    | 55 a 59 | 24    |
| 48    | 50 a 54 | 36    |
| 60    | 45 a 49 | 44    |
| 56    | 40 a 44 | 52    |
| 60    | 35 a 39 | 64    |
| 52    | 30 a 34 | 52    |
| 24    | 25 a 29 | 40    |
| 32    | 20 a 24 | 32    |
| 40    | 15 a 19 | 40    |
| 72    | 10 a 14 | 52    |
| 60    | 5 a 9   | 44    |
| 60    | 0 a 4   | 32    |

## Economia
El 2007 la població en edat de treballar era de 1.023 persones, 811 eren actives i 212 eren inactives. De les 811 persones actives 778 estaven ocupades (425 homes i 353 dones) i 33 estaven aturades (8 homes i 25 dones). De les 212 persones inactives 83 estaven jubilades, 79 estaven estudiant i 50 estaven classificades com a «altres inactius».

### Ingressos
El 2009 a Saint-Cyr-sur-Menthon hi havia 611 unitats fiscals que integraven 1.597,5 persones, la mediana anual d'ingressos fiscals per persona era de 18.902 €.

### Activitats econòmiques
Dels 69 establiments que hi havia el 2007, 2 eren d'empreses alimentàries, 2 d'empreses de fabricació d'elements pel transport, 5 d'empreses de fabricació d'altres productes industrials, 20 d'empreses de construcció, 12 d'empreses de comerç i reparació d'automòbils, 3 d'empreses de transport, 4 d'empreses d'hostatgeria i restauració, 2 d'empreses d'informació i comunicació, 2 d'empreses immobiliàries, 3 d'empreses de serveis, 10 d'entitats de l'administració pública i 4 d'empreses classificades com a «altres activitats de serveis».
Dels 26 establiments de servei als particulars que hi havia el 2009, 3 eren tallers de reparació d'automòbils i de material agrícola, 2 paletes, 3 guixaires pintors, 4 fusteries, 4 lampisteries, 2 electricistes, 3 perruqueries, 4 restaurants i 1 agència immobiliària.
Els 2 establiments comercials que hi havia el 2009 eren fleques.
L'any 2000 a Saint-Cyr-sur-Menthon hi havia 30 explotacions agrícoles que ocupaven un total de 1.197 hectàrees.

## Equipaments sanitaris i escolars
El 2009 hi havia una escola elemental integrada dins d'un grup escolar amb les comunes properes formant una escola dispersa.

## Poblacions més properes
El següent diagrama mostra les poblacions més properes.